# 미국 중동 육군
미국 중동 육군(영어: United States Army Forces in the Middle East (USAFIME))은 제2차 세계 대전 동안 있었던 미국 육군의 통합 사령부로 1942년 6월 16일 육군참모총장 조지 마셜이 이집트-리비아 전역을 감독하기 위해 명령하여 창설하였다.
카이로에 본부를 둔 중동 육군은 영국 육군의 중동 사령부와 연락하며, 육군 항공군 운송사령부(Ferrying Command) 소속 부대를 빼고 북아프리카와 중동에 있는 모든 미국 육군을 지휘하였다.

## 역사
중동 육군은 카이로의 북아프리카 임무대(North African Mission)와 페르시아 회랑의 이란 임무대(Iranian Mission)을 감독하기 위해 창설되었다. 전쟁부는 카이로에서 현지 랜드리스 협조를 위해 북아프리카 임무대를 이끌고 있던 항공군의 러셀 L. 맥스웰 소장을 초대 사령관으로 임명하였다.
미국이 제2차 세계 대전에 참가할 것을 선포하자, 서부 사막 전역에 연합국을 지원하기 위해 지상군을 배치할 것이라 여겨져 러셀 L. 맥스웰 소장이 USAFIME 사령관으로 임명되었으나, 횃불 작전이 구체화되면서 미국이 서부 사막 전역에 지상군을 배치하지 않을 것이 분명해져 11월 4일에 프랭크 M. 앤드루스 중장으로 교체되었다.
같은 해 8월, 이란 임무대가 페르시아만 근무사령부로 재편성되었다.
이듬해 1943년 2월 12일에 리비아에서 모든 추축군을 몰아내면서 이집트-리비아 전역은 막을 내렸고, 중동 육군은 항공군이 아닌 지상군의 행정관리 통제권한은 북아프리카 작전전구(NATOUSA)로 넘겼다. 이후, 전쟁부는 범아프리카 항공페러 루트의 방위는 더는 중요하지 않아져서 USAFIME 관할로 넘기고, 1943년 9월 4일에 미국 중앙아프리카 육군을 해산시켰다.
1945년 3월 1일, 전쟁부는 중동 전구의 영역을 아프리카까지 넓히므로서 중동 육군의 관할 지역에 아프리카도 추가되면서 미국 육군 아프리카-중동 전구군(U.S. Army Forces Africa-Middle East Theater (USAFAMET))으로 개명되었다.
페르시아 걸프 사령부는 1945년 12월에 운영을 중지하였다.
1946년 2월 15일, 미국 육군 아프리카-중동 전구군은 해산하였다.

## 편성
- 미국 중동 육군 항공군(US Army Middle East Air Force); 1942년 6월 16일 ~ 11월 12일, 제9항공군으로 대채됨.
- 페르시아만 사령부(Persian Gulf Command (PGC)); 이란 임무대의 후신.
- 북아프리카 임무대(North African Mission)

## 계보
- 1942년 6월 16일, United States Army Forces in the Middle East (USAFIME)[1]
→미국 중동 육군
- 1945년 3월 1일, Headquarters, Africa-Mdidle East Theater (USAFAMET)[1]
→아프리카-중동 전구

## 지휘관
| 사진 | 계급        | 성명                                   | 취임일          | 이임일          | 특이사항                                             |
| ---- | ----------- | -------------------------------------- | --------------- | --------------- | ---------------------------------------------------- |
|      | 항공군 소장 | Russell. L. Maxwell (러셀 L. 맥스웰)   | 1942년 6월 16일 | 11월 4일        | 미국 아프리카 임무대 지휘관에서 유임.                |
|      | 항공군 중장 | Frank. M. Andrews (프랭크 M. 앤드루스) | 1942년 11월 4일 | 1943년 1월 일   | 미국 중동 육군 항공군, 뒤의 제9항공군 지휘관을 겸임. |
|      | 항공군 소장 | Lewis. H. Brereton (루이스 H. 브레턴)  | 1943년 1월      | 9월 10일        |                                                      |
|      | 항공군 소장 | Ralph Royce (랄프 로이스)              | 1943년 9월 10일 | 1944년 3월 10일 |                                                      |
|      | 준장        | B. L. Giles (B. L. 자일스)             | 1944년 3월 10일 | 1945년 3월 1일  | 미국 육군 아프리카-중동 전구군, 지휘관으로 유임됨.   |

| 사진 | 계급 | 성명                       | 취임일         | 이임일          | 특이사항                                |
| ---- | ---- | -------------------------- | -------------- | --------------- | --------------------------------------- |
|      | 소장 | B. L. Giles (B. L. 자일스) | 1945년 3월 1일 | 1946년 2월 15일 | 미국 중동 육군에서 유임됨, 사령부 해산. |

## 같이 보기
- 미국 중앙아프리카 육군 (USAFICA) - 범아프리카 항공 페리 루트방호를 위해, 중동 육군과 같은 날에 설립된 사령부.
- 미국 중부 육군/제3군 - 1982년 이후의 미국 육군의 중동, 중앙아시아 전구군.

## 참고

### 인용
1. 1 2 3 4 5 6  Cline 1951, 375쪽.

### 자료
- 《Egypt-Libya》 (영어). Center of Military History. 2020년 2월 12일에 확인함.
- Cline, Ray S. (1951). 〈Appendix B: U. S. ARMY COMMANDERS IN MAJOR THEATER COMMANDS, DECEMBER 1941-SEPTEMBER 1945〉. 《Washington Command Post: the Operations Division》 (영어) 2. Office of the Chief of Military History, Department of the Army. LCCN 51-6120. 1951-CMH Pub 1-2. 2020년 8월 30일에 확인함.